# ショワジー＝ル＝ロワ
ショワジー＝ル＝ロワ （Choisy-le-Roi）は、フランス、イル＝ド＝フランス地域圏、ヴァル＝ド＝マルヌ県のコミューン。

## 地理
ショワジー＝ル＝ロワはパリのセーヌ川から約12km上流にある。パリ都市圏内にあるプティット・クーロンヌ（La petite couronne）の中で唯一、セーヌ川両岸に広がるコミューンである。

## 歴史

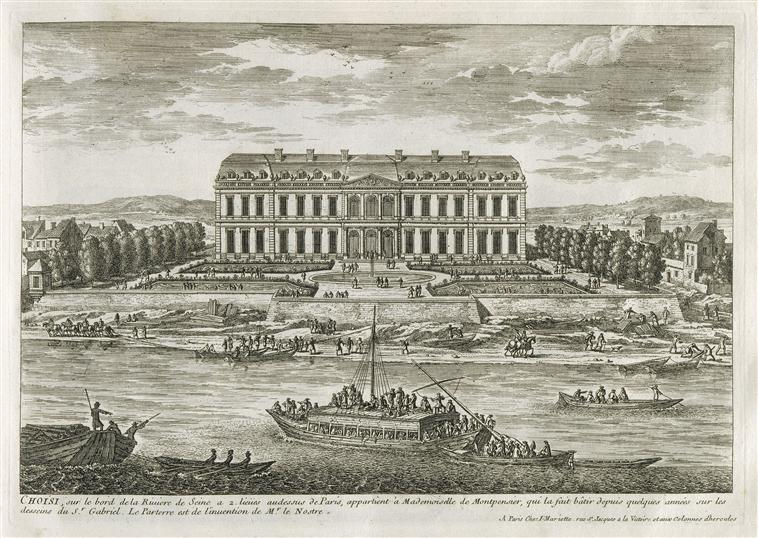
17世紀のショワジー城

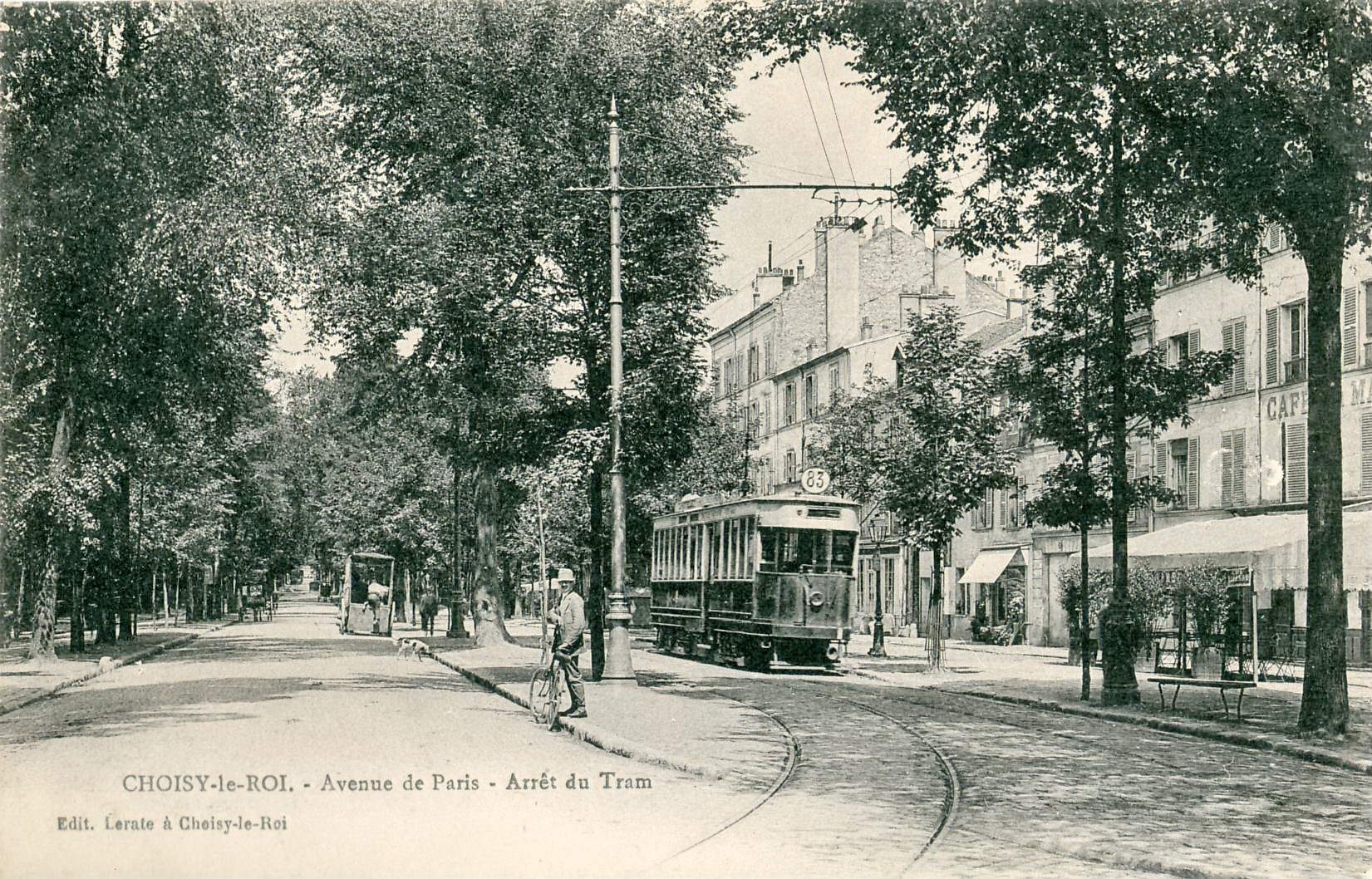
ショワジーのパリ大通りを走るトラム、1924年

ショワジーが歴史上初めて登場するのは、ガイウス・ユリウス・カエサルの軍がやってきた紀元前52年である。ティトゥス・ラビエヌスは現在のコミューンの地で戦いを行った。
ショワジーの名は、ソシウス（Sosius）の土地またはヴィッラを意味するソシアクム（Sosiacum）に由来する。8世紀から9世紀、ショワジーはカウシアクム（Cauciacum、またはCausiacum）と呼ばれていた。ショワジーは1176年以降、ティエ（fr）領主（サン＝ジェルマン＝デ＝プレ修道院が所有する称号）のものとなったことで知られた。
1207年、サン＝ジェルマン＝デ＝プレ修道院の修道士ジャンは、ショワジー住民に聖ニコラに捧げる礼拝堂を建てるよう命じた。この礼拝堂は1224年に司教区教会となった。
ショワジーには、13世紀後半からセーヌ川を渡る渡し舟があった。
1482年、ルイ11世の時代、ショワジー領主には領主裁判（fr）の権利があった。
1678年、グランド・マドモワゼルはショワジーに邸宅を購入し、1682年にはショワジー城を建てた。このとき、ショワジーはショワジー＝マドモワゼル（Choisy-Mademoiselle）と改名した。彼女は教会内陣を改築し、身廊を修復した。ショワジーの集落はセーヌ川両岸にのみ広がっていた。1693年にグランド・マドモワゼルが死去すると、グラン・ドーファンが所領を相続し、グラン・ドーファンの急逝後はルイ15世が相続した。その後ルイ15世はルーヴォワ侯爵夫人とムードンの所領とムードン城を交換した。
18世紀の間、ショワジーの人口は増加した。同じ時代、ショワジー城はブルボン＝コンティ公爵未亡人マリー・アンヌ・ド・ブルボンの所有となった。1739年に公爵未亡人が死去すると、相続したルイ15世は、狩りで訪れるセナールの森の近くの邸宅として城を用いた。ルイ15世によって、現在の名であるショワジー＝ル＝ロワ（王のショワジー）に変更された。教区は王の存在が利点となった。王は古びた城を拡大し、新たな建築を付け足した。1746年、ポンパドゥール夫人がショワジー城へ住まいを移した。1750年から、ポンパドゥール夫人も参加する夕食会が1750年から開かれ、ルイ15世とその近しい友や宮廷人が集った。海や川の魚、野禽や家禽、子牛のシチュー、牛肉、野菜、果物、アイスクリームが、ポンパドゥール夫人の後援のもと作られたセーヴル焼きの繊細な磁器に豊富に盛り付けられた。これら優れた夕食メニューの一部が、フランス国立図書館に保存され、食文化史家が学んでいる。1775年から1780年、マリー・アントワネットはこの全ての種類の娯楽を主催していた。
古い村がこれらの変化にあって部分的に変わり、ショワジーを王家の邸宅にするために1746年以降新たな村が計画された。直角の碁盤の目型に計画され、ショワジーは、パリのヴィトリー通りとショワジーのパリ大通りの間の道に位置するようになった。相当な土地の面積と、珪石の石材はルイ15世によってまず第一に旧市街の住民に与えられた。現在のルイーズ＝ミシェル通り、ジョルジュ・クレマンソー通りはこの時代に作られたものである。
1748年から1760年にかけ、聖王ルイと聖ニコラに捧げられた、新たな王立教区教会が建てられた。ルイ15世が鐘の音を嫌っていたため、鐘楼は教会の高さより低くされた。旧教会は1759年に廃止された。
1748年から1757年、ヴェルサイユへの王道が貫通したため、古い墓を発見する探索も行われた。
フランス革命はパリと同じ緊張をショワジーにもたらした。当時の市長はマクシミリアン・ロベスピエールと密接な関係にあった。ジョルジュ・ダントンや、『ラ・マルセイエーズ』の作者ルージェ・ド・リールもショワジーに滞在した。ショワジー＝ル＝ロワはショワジー＝シュル＝セーヌ（Choisy-sur-Seine）と改名し、かつての王領は国有化され、着実に衰えていった。
1809年、渡し舟の代わりにナビエ橋が架けられた。19世紀、ブランジェ製陶工場がショワジー＝ル＝ロワへ導入され、産業ブームが起きた。1829年に普通列車サービスが始まり、1892年にはパリとの区間をつなぐトラムが開通した。
1870年9月30日、パリ解放の試みにおいて、ショワジーはフランス軍とプロイセン軍の戦闘に巻き込まれ多大な損害を受けた。

## 交通
- 鉄道 - RER C線ショワジー＝ル＝ロワ駅。RER D線ヴィルヌーヴ＝プレリー駅。
- 道路 - A86、RN186、RN305

## 姉妹都市
- ハノイ、ベトナム
- ヘンニグスドルフ、ドイツ
- ルーゴ (イタリア)、イタリア
- トゥルノヴァ、ルーマニア

## 出身者
- フィリップ・コンティシーニ：料理人
- エリック・ボワイエ：自転車競技選手
- モニク・ルディエール：バレリーナ